# Манора
Манора або Маноро (синдхі منهوڙو ٻيٽ, урду منوڑا) — невеликий півострів (2.5 км) розташований на південь від порту Карачі, Сінд, Пакистан. Півострів з'єднує з материком 12-кілометровий брід, який називають «Сендспіт». Манора і суміжні острови формують захисний бар'єр між портом Карачі на півночі й Аравійським морем на півдні. У західній бухті порту, на межі між Сендспітом і півостровом розташовується вимираючий мангровий ліс. На сході — пляжні поселення Кемарі і Кліфтон. Салехабад — найстаріше риболовецьке село півострова.

## Історія
Територія Карачі, включно з півостровом, здавна була важливою стратегічною точкою, і прямо або побічно згадувалася в різних історичних трактатах. Олександр Македонський готував похід у Вавилон у давньому порту Крокола, що розташовувався на півострові. Манору відвідував османський адмірал Сейді Алі-реїс під час його подорожі, яку він пізніше відобразив у книзі «Дзеркало країн» . Стародавнє місто Дебал частково розташовувалося на Манорі. У XVIII столітті, коли порт Карачі вів активну торгівлю з Оманом і Бахрейном на півострові зведено маленький форт. У 1839 році форт атакували британці, і хоча він був зруйнований і нині похований під територією військово-морської бази, маяк, зведений у 1889, служить нагадуванням про минулу присутність британців.
У новітній час півострів понад 50 років служив головною базою ВМФ Пакистану. Причали для кораблів розташовувалися уздовж східного узбережжя, а на самому півострові, попри близькість до міста Карачі, були присутні казарми. У зв'язку з відкриттям бази ВМФ «Джинна» в Ормарі в 2000 році багато кораблів передислоковано.

## Туризм і пам'ятки
Манора — популярне місце відпочинку завдяки довгим піщаним пляжам, розташованих уздовж узбережжя, що переходять у «сендспіт», і потім з'єднуються з пляжами бухти Хокі. Через віддаленість півострова від міста Карачі і відсутність на ньому готелів, уряд Пакистану розглядає можливості поліпшення інфраструктури Манори, розраховуючи перетворити півострів на туристичну зону.
Крім того, на півострові розташовується індуїстський храм Шрі Варун Дев Мандір присвячений богу світових вод Варуні. Нинішня структура храму датується приблизно 1917—1918 роками, проте точна дата будівництва храму невідома. За легендами, храм звела в XVI столітті родина багатого мореплавця, який купив півострів у Хана Калата, котрий володів більшою частиною землі узбережжя. Нин храм занепав — солоні морські вітри роз'їли багате оздоблення, а стіни повільно руйнуються. Проте, індуїстське консульство Пакистану, яке володіє храмом, пообіцяло відновити його.

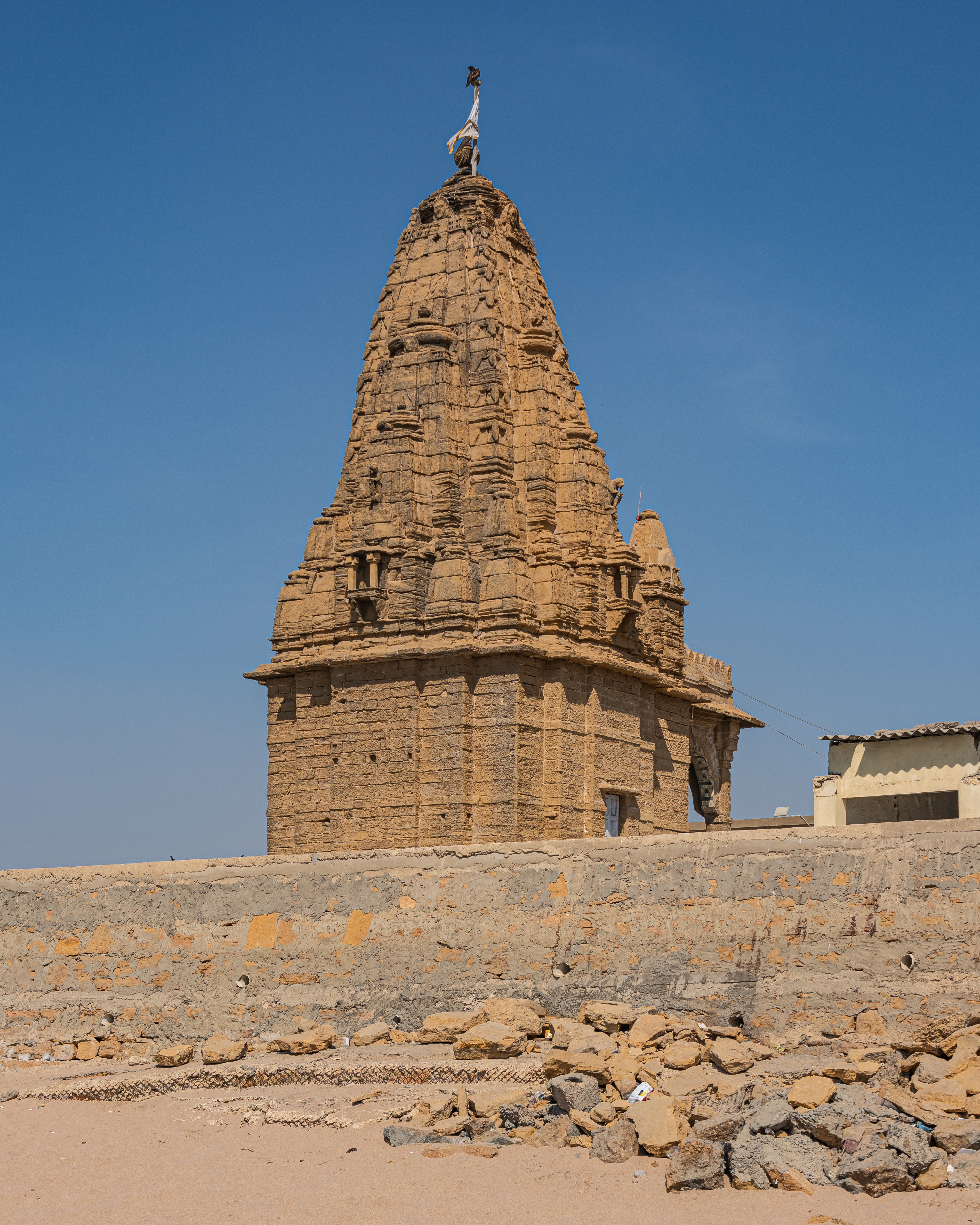
Індуїстський храм на Манорі
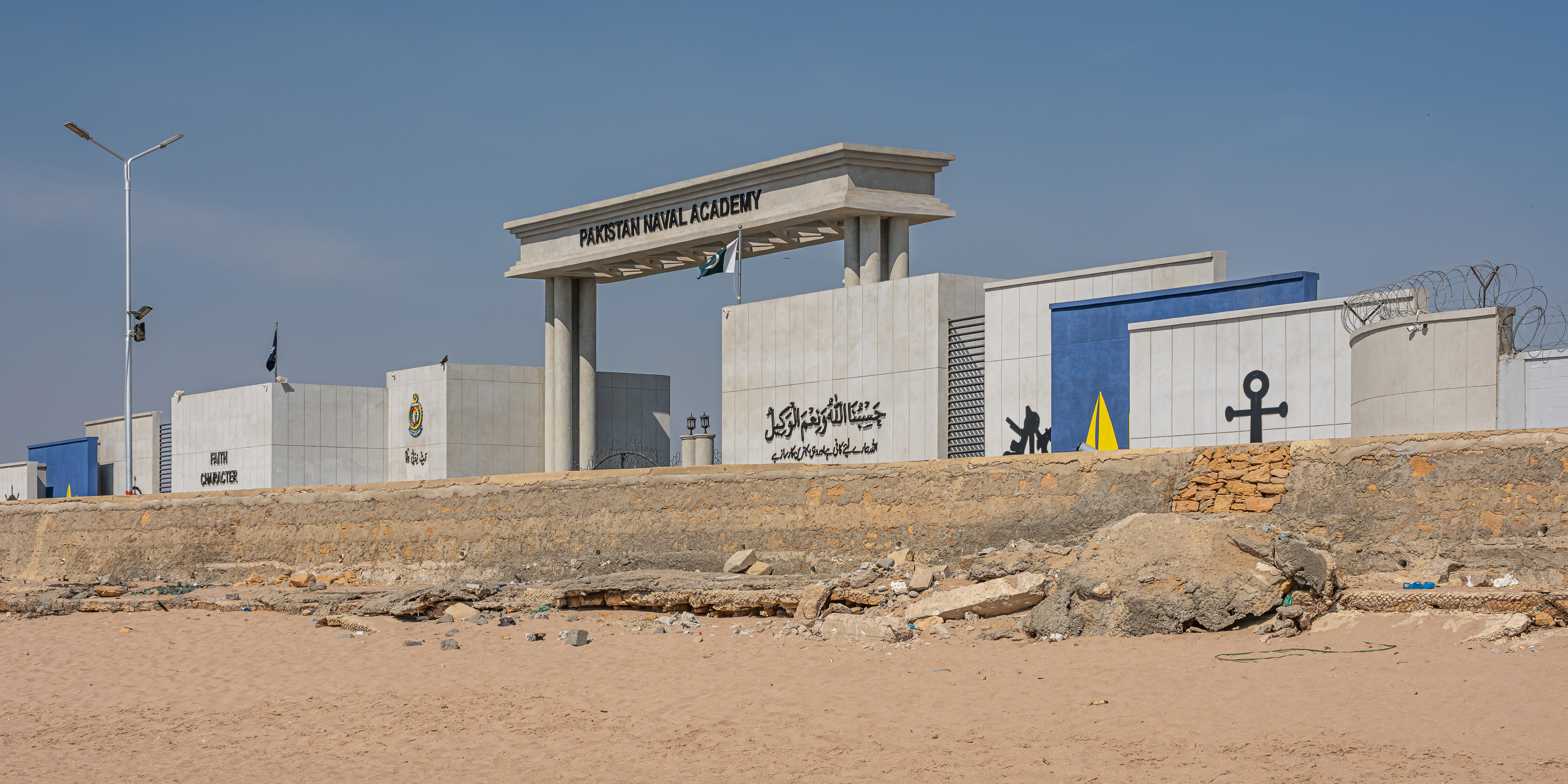
Академія ВМС Пакистану
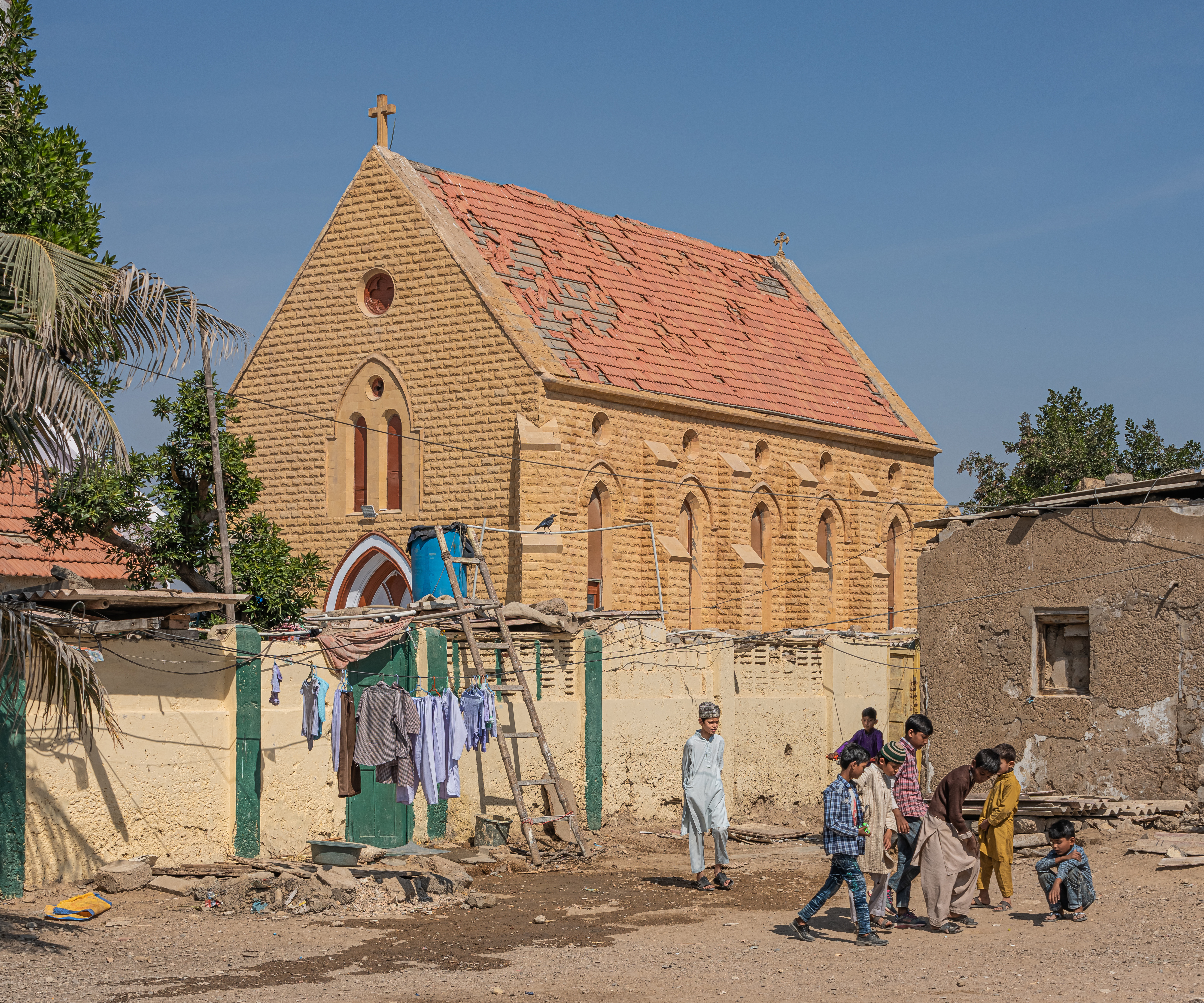
Церква св. Павла (нині не діє)
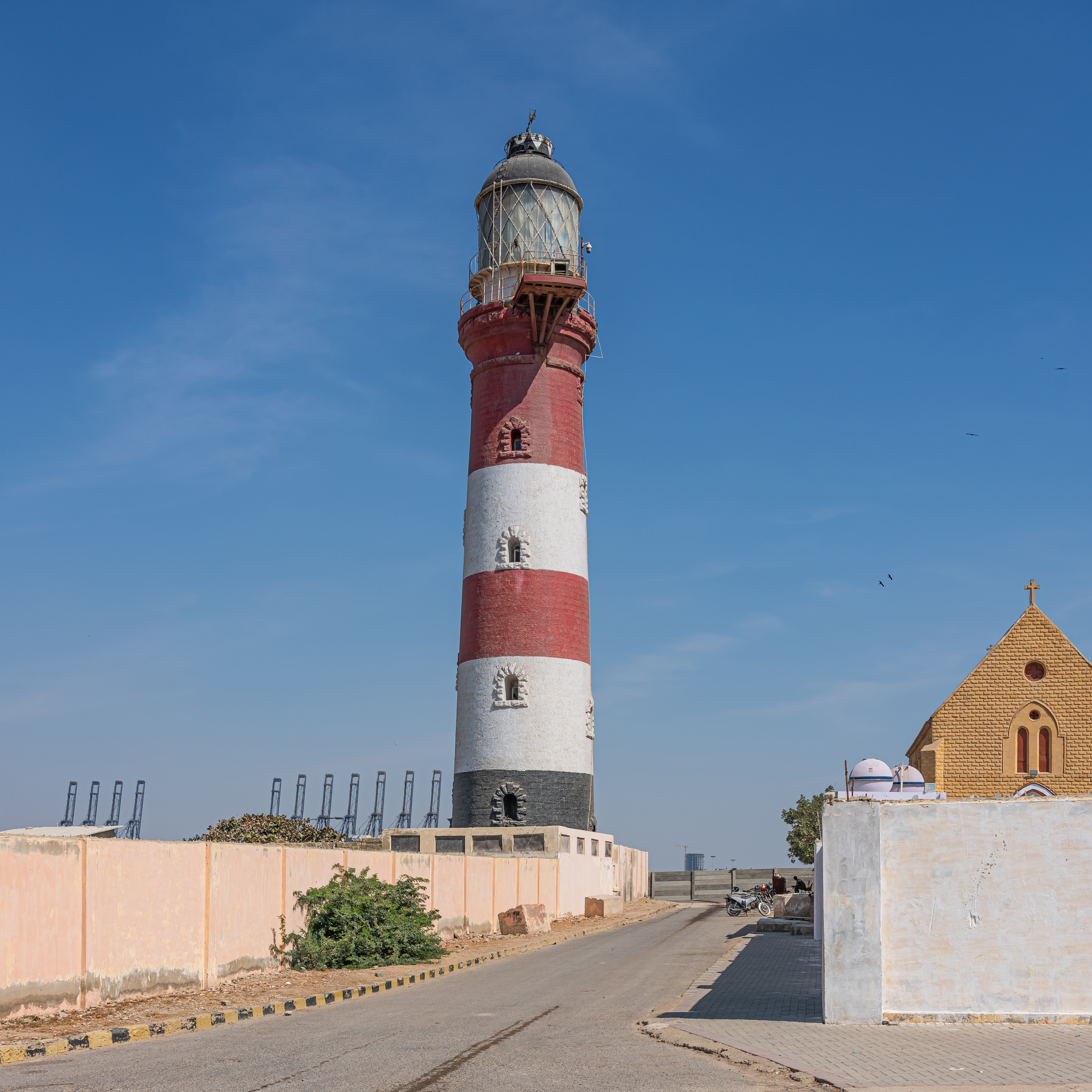
Найвищий маяк у Пакистані (28 метрів) розташований на півострові

## Демографія
На півострові мешкають етнічні групи мухаджирів, пенджабців, синдців, кашмірців, сераїків, пуштунів, белуджів, мемонів та інші. Більше 99 % населення — мусульмани.